# Matija Ignacije Radanović
Matija Ignacije Radanović (mađ. Radonay Mátyás Ignác) je bio hrvatski katolički svećenik iz Dubrovnika, rimokatolički biskup pečuške biskupije (1687. – 1703.).
Poznat je po svojim zaslugama u doseljavanju bošnjačkih Hrvata u Baranju na predjele svoje biskupije. 
To doseljavanje je sproveo radi toga da na taj način poveća broj katolika u svojoj biskupiji.